# Tsaiorchis
Tsaiorchis – rodzaj roślin z rodziny storczykowatych (Orchidaceae). Obejmuje 2 gatunki występujące w Azji Południowo-Wschodniej w południowo-centralnych i południowo-wschodnich Chinach i w Wietnamie.

## Systematyka
Rodzaj sklasyfikowany do podplemienia Orchidinae w plemieniu Orchideae, podrodzina storczykowe (Orchidoideae), rodzina storczykowate (Orchidaceae), rząd szparagowce (Asparagales) w obrębie roślin jednoliściennych.
Wykaz gatunków
- Tsaiorchis keiskeoides (Gagnep.) X.H.Jin, Schuit. & W.T.Jin
- Tsaiorchis neottianthoides Tang & F.T.Wang